# Carlo Ludovico Visconti
Carlo Ludovico Visconti (Roma, 1818 – Roma, 19 giugno 1894) è stato un archeologo italiano.

## Biografia
Carlo Lodovico Visconti, figlio di Felice Visconti e nipote di Pietro Ercole Visconti, fu l'ultimo esponente della dinastia archeologica romana dei Visconti, iniziata con Giovanni Battista Visconti, successore di Johann Joachim Winckelmann nella carica di Commissario delle Antichità nel 1768, e proseguita per quattro generazioni dominarono l'archeologia e l'amministrazione delle antichità nello Stato Pontificio.
Carlo Lodovico Visconti partecipò dal 1855 agli scavi di Roma e delle province dello Stato Pontificio, e dal 1859 aiutò lo zio Pietro Ercole nei lavori commissionati da Pio IX. Avviò scavi sistematici a Ostia, e nel 1883 divenne direttore del Museo Torlonia e, dopo la morte di Ignazio Jacometti (1819–1883), nel 1884 assunse la responsabilità delle collezioni e delle antichità vaticane come Direttore dei Musei e delle Gallerie Pontificie e Commissario delle Antichità pei Musei Pontifici.
Oltre ai suoi scavi indipendenti a Ostia, dove trovò nel giovane Rodolfo Lanciani il suo allievo più importante, scoprì la Domus Cilonis, la villa cittadina del console e prefetto della città Lucio Fabio Cilone della fine del II secolo, successivamente integrata nella chiesa di Santa Balbina all'Aventino sec. Scavò presso il santuario dei fratelli Arval sulla Via Magliana e scoprì l'excubitorium - una postazione per i vigili del fuoco urbani romani chiamati vigiles - nella Regio XIV sul Monte de' Fiori vicino a San Crisogono.
Carlo Lodovico Visconti fu segretario permanente della Pontificia Accademia Romana di Archeologia e segretario della Pontificia Accademia di Belle Arti e Lettere. Fu membro della Commissione Archeologica Comunale di Roma sin dalla sua fondazione nel 1872 e curatore dei primi 21 volumi del Bollettino della Commissione Archeologica Comunale di Roma, al quale contribuì con numerosi articoli.